# Miniatuur (schaken)
Een miniatuur is een zeer korte schaakpartij.
Een schaakpartij kan meer dan honderd zetten lang zijn, maar er zijn ook complete partijen die door een verkeerde zet in de schaakopening een tiental of minder zetten duren. Een voorbeeld van zo'n miniatuur is de partij tussen Gennady Zaichik en Zhikhuralidze (Réti opening) om het kampioenschap van Georgië in 1976:
1.Pf3 d5 2.c4 Pf6 3.g3 Lf5 4.c×d5 P×d5? 5.e4! en zwart gaf op.
Wit heeft een vork op paard en loper gegeven. Speelt zwart 5...L×e4, dan volgt 6.Da4† waarna zwart de loper alsnog verliest.
Miniatuur is ook de aanduiding voor een schaakprobleem met 7 of minder stukken. Als een probleem met zo weinig stukken toch een thematische inhoud heeft, wordt dat gezien als een goede prestatie van de probleemcomponist.